# یورک بوئن
یورک بوئن (به انگلیسی: York Bowen) (زاده ۲۲ فوریه ۱۸۸۴ – درگذشته ۲۳ نوامبر ۱۹۶۱) آهنگساز و نوازنده پیانوی اهل انگلیس بود. دوره حرفه‌ای او بیش از پنجاه سال طول کشید که در آن زمان بیش از ۱۶۰ اثر از خود بر جای گذاشت.
او علاوه بر ساخت آهنگ، به عنوان کارگردان با استعداد و نوازنده ویلون نیز فعالیت کرد. علی‌رغم دستیابی وی به امکانات بسیار ولی اغلب آثار او بعد از مرگش در سال ۱۹۶۱ منتشر شد. سبک ترکیبی که استفاده می‌کرد به‌طور گسترده‌ای به عنوان رمانتیک شناخته شده‌است و آثار او اغلب بخاطر داشتن هارمونیهای بسیار غنی معروف می‌باشد. او یکی از معروف‌ترین آهنگسازان برجسته انگلیسی در زمان خودش به‌شمار می‌آید.

## زندگی
یورک بوئن در کلیسای هیل لندن به دنیا آمد. او از بچگی نواختن پیانو و آموزش هارمونی را نزد مادرش آموخت. استعداد او در این زمینه به سرعت کشف شد و در دانشکده موسیقی مترپولیتن شمالی تحصیلات خود را آغاز کرد.
یورک بوئن چند جایزه دریافت کرد. شامل:
- جایزه Sunday Express Prize for March RAF 1919
- جایزه Chappell's Orchestral Suite Prize 1920
- جایزه Hawkes and Co. Prize for Intermezzo 1920

## سبک
سبک آهنگسازی او ترکیبی از متود منحصر به فرد و رمانتیک می‌باشد.علیرغم بیش از پنجاه سال کار حرفه ای، سبک ترکیبی بوئن به میزان کمی تغییر کرد و او در طول زندگی خود با استفاده از کلید دیاتونیک و هارمونهای کروماتیک کار خود را ادامه داد.